# Universidad Indígena Guaraní Apiaguaiki Tupa
La Universidad Indígena Boliviana Comunitaria, Intercultural y Productiva Guaraní y Pueblos de Tierras Bajas “Apiaguaiki Tüpa” (acrónimo: UNIBOL Guaraní) o sencillamente Universidad Indígena Guaraní Apiaguaiki Tupa es una universidad pública boliviana. La universidad fue creada con la función de impartir clases en los idiomas nativos indígenas (Guaraní occidental boliviano y Guaraní oriental boliviano) y que fomenten la formación científica para recuperar la vivencia en comunidad de los pueblos guaranís y de las tierras bajas de Bolivia.
La Universidad Indígena Guaraní viene funcionando en el pueblo de Ivo, municipio de Macharetí, ubicado en el departamento de Chuquisaca, desde el segundo semestre de 2009 y su primera rectora fue la profesora indígena Marcia Mandepora Chundary.

## Organización
La universidad se organiza en torno a 4 carreras académicas.
- Ingenieria en Ecopiscicultura;
- Ingeniería forestal;[3]
- Ingeniería del petróleo y gas natural;
- Medicina Veterinaria y Zootecnia.